# FBV Haag
Der FBV Haag ist ein österreichischer Floorballverein aus Haag am Hausruck in Oberösterreich. Er wurde 1999 gegründet und nimmt mit der Herrenmannschaft an der Kleinfeld-Bundesliga teil. Die U12- und U10-Jugendteams nehmen an der ÖFBV-Jugendliga, der höchsten Spielklasse Österreichs, teil. Der Verein hat rund 80 Mitglieder, davon sind etwa 50 in den diversen Jugendmannschaften aktiv. Anlässlich des 25-jährigen Bestehens veranstaltete der FBV Haag '99 am 12. Oktober 2024 ein Jubiläumsturnier in der ÖTB-Turnhalle Haag am Hausruck. 
Größter Erfolg der Vereinsgeschichte war der Gewinn der österreichischen Meisterschaft durch das Haager Damenteam in der Saison 2005/06.

## Titel und Erfolge

### Damen
- Staatsmeister 2006 (Großfeld)

### Herren
- Landesmeister Oberösterreich 2005 (Kleinfeld)

### Mixed
- Landesmeister Oberösterreich 2000, 2010 (Kleinfeld)

### Jugend
- U15-Landesmeister Oberösterreich 2023
- U13-Landesmeister Oberösterreich 2018, 2019